# Mirjam ter Beek
Mirjam ter Beek (10 de agosto de 1972) es una deportista neerlandesa que compitió en remo. Ganó dos medallas de plata en el Campeonato Mundial de Remo, en los años 2001 y 2002.

## Palmarés internacional
| Campeonato Mundial | Campeonato Mundial | Campeonato Mundial | Campeonato Mundial      |
| Año                | Lugar              | Medalla            | Prueba                  |
| ------------------ | ------------------ | ------------------ | ----------------------- |
| 2001               | Lucerna (Suiza)    | Medalla de plata   | Scull individual ligero |
| 2002               | Sevilla (España)   | Medalla de plata   | Cuatro scull ligero     |